# حسین بهشتی‌نژاد
سید حسین بهشتی‌نژاد فرزند سیدمصطفی متولد ۱۳۳۲ اصفهان
نماینده دوره اول مجلس شورای اسلامی حوزه انتخابیه اصفهان (اصفهان و ورزنه ) بود که در انتخابات میاندوره ای سال ۱۳۶۱ به مجلس راه یافت.
تعداد آراء : ۳۸۱٬۶۰۰ درصد آراء : ۷۰٫۱۰